# Helena Corbellini
Gloria Helena Corbellini Troche (Montevideo, 7 de enero de 1959) es una escritora y profesora uruguaya.

## Biografía
e
Nació en Montevideo en 1959, se radicó brevemente en Buenos Aires (1984 - 1986), retornó a Montevideo y años más tarde se estableció en Colonia del Sacramento (2001 - 2016). Desde marzo de 2019 vive en la Costa Brava española.
Profesora de Literatura egresada del Instituto de Profesores Artigas (1982) y Magister en Literatura Latinoamericana (FHCE, UdelaR, 2012). Fue bancaria del Banco de Seguros del Estado mientras estudiaba y luego docente de enseñanza secundaria hasta que tomó el cargo de profesora de Teoría Literaria en el Centro Regional de Profesores del Suroeste. Ha trabajado en el Departamento de Cultura de la IMM (1998 - 2000) con el programa La Ciudad y los Libros; en talleres organizados por el Ministerio de Educación y Cultura (1987 - 1992 y 1998 - 2003); fue asesora cultural del escritor Tomás de Mattos, director de la Biblioteca Nacional (2006 - 2009) e investigadora de la misma institución en el 2010. Se desempeñó como profesora en la Facultad de Comunicaciones de la Universidad ORT (2007 - 2012). En el último período de su actividad laboral recabó testimonios del Programa Uruguay Estudia para el cual publicó dos libros. También fundó y coordinó el Grupo de Estudios Autobiográficos (GEA, Consejo de Formación en Educación).Fue periodista cultural en el diario La República (1992 - 1994, y colaboradora de los semanarios Zeta, El País de los Domingos, Brecha, El País Cultural, El Eco de Palmira y Güear. Como orientadora del taller literario de Maldonado dirigió la revista Asterisco. Otros talleres literarios fueron en las ciudades de Colonia (donde trabó amistad con el escritor Mario Levrero, 1990), San José (donde realizó junto a la Facultad de Humanidades un Homenaje a Paco Espínola, 1998), Mercedes (donde conoció al pintor Fernando Cabezudo, quien ilustró su libro Mi corazón pesa demasiado (2008) y en Dolores. También orientó el taller literario del Pent House en Montevideo (1987 - 1997) y en la Asociación de Escribanos del Uruguay (1994 - 2000), con quienes publicó dos antologías de cuentos.
Publicó las novelas breves Laura Sparsi (1995) y La novia secreta del Corto Maltés (2000). Transitó luego el relato histórico:  La vida brava. Los amores de Horacio Quiroga (2007), biografía exhaustiva de Horacio Quiroga; narrada en forma ficticia por su segunda esposa; El sublevado. Garibaldi, corsario del Río de La Plata, sobre la incorporación de Giuseppe Garibaldi a la sublevación de los farrapos brasileños y su primera incursión a Argentina y Uruguay navegando por el Río de la Plata, visto desde la perspectiva de un personaje femenino; y Hay una cierva menos en el monte (2012), ficción basada en un femicidio real  ocurrido en Conchillas, departamento de Colonia. También dos libros de poesía: Manuscrito hallado al Este del Edén (1992) y Círculo de Sangre (2002). Cuentos y poemas suyos han sido recogidos en diversas antologías: Mujeres de mucha monta (1993), La cara oculta de la luna y Cuentos de la Costa (1996), Boletín de la Academia Nacional de Letras (1999), Mujeres Uruguayas II (2000), El cuento uruguayo (2002),  Nada es igual después de la poesía (2005), El oficio de contar (2006).
Para la ANEP publicó Ilustrados y valientes (2015) un libro en el que Corbellini recogió, en el marco de su trabajo en el Programa Uruguay Estudia, testimonios de estudiantes y docentes de varios puntos de Uruguay que trabajaron en dicho programa entre 2009 y 2014. Y en el 2018 un segundo libro, La causa de los pueblos, que recoge los testimonios de trabajadores de la salud rural en el norte del país.
Con los auspicios del MEC, la Intendencia Municipal de Montevideo y la Facultad de Humanidades (UdelaR), organizó junto al Prof. Luis Mardones, el Coloquio internacional e interdisciplinario Con Vencidos y Vencedores. Homenaje al escritor Tomás de Mattos (Montevideo, 5, 6 y 7 de noviembre de 2018).
Fue responsable del Archivo «Mario Levrero» en la Facultad de Humanidades y Ciencias de la Educación de la Universidad de la República, por haber gestionado su ingreso en dicha institución (2010). En el 2018 publicó el ensayo literario El pacto espiritual de Mario Levrero. Artículos sobre la obra de Levrero también fueron publicados en: Nuevo Texto Crítico Vol. VIII, Nº 16-17, Stanford University, 1995-1996; Escrituras del yo. Revista de la Biblioteca Nacional 04-05 (2011); Caza de Levrero (2014), https://es.scribd.com/document/139423512/51931887-Los-Detective-Lujuriosos-Levrero (2010); Mario Levrero. I(nte)rrupciones críticas (Universidad de Sevilla, 2020), así como el prólogo de El lugar (1991) y el Postfacio de Nick Carter se divierte mientras el lector es asesinado y yo agonizo (1993).

## Obras
Poesía
- Manuscrito hallado al este del Edén (Ediciones del Mirador, 1992)
- Círculo de sangre (Civiles Iletrados, 2002)

Novela
- Laura Sparsi (Cal y Canto, 1995)
- La novia secreta del Corto Maltés (Editorial Fin de Siglo, 2000)
- La vida brava. Los amores de Horacio Quiroga (Sudamericana, 2007)
- El Sublevado. Garibaldi en el Río de la Plata (Sudamericana, 2009)
- Hay una cierva menos en el monte (Sudamericana, 2012)
- Matrioshka (Alfaguara, 2022)
- Farmakeia (Alfaguara, 2024)

Otros
- Roberto Arlt. La isla desierta (Ed. Técnica, 1991)
- Eugene O'Neill (Ed. Técnica, 1992)
- Ida Vitale, en Historia de la Literatura Uruguaya Contemporánea, tomo II (Ediciones de la Banda Oriental, 1997)
- Mi corazón pesa demasiado (ilustraciones de Fernando Cabezudo, 2008)
- Ilustrados y valientes (ANEP, 2014)
- La Causa de los Pueblos (ANEP, 2018)
- El pacto espiritual de Mario Levrero (Paréntesis, Ensayos, 2018)
- Con Vencidos y Vencedores. Literatura, Historia y Memoria (Compilación y prólogo, Biblioteca Nacional, 2020)